# The Bachelor (émission de télévision, 2002)
 (janvier 2016).
Pour les articles homonymes, voir Bachelor.
The Bachelor (en général traduit en français par Le Célibataire) est une émission de téléréalité américaine fondée sur le principe du jeu de la séduction et de rencontres arrangées, qui a vu le jour le 25 mars 2002 sur la chaîne ABC et qui est présentée par Chris Harrison.
Le succès de l'émission a engendré plusieurs séries dérivées telles que The Bachelorette, Bachelor Pad, et Bachelor in Paradise.

## Production
L'émission est produite et dirigée par Mike Fleiss et réalisée par Jesse Fleiss. Le superviseur de production est Elan Gale (2013–2014). Les émissions spéciales telles qu'After The Final Rose sont produites par le Victory Studios à Glendale (Californie). Le 13 mai 2022, ABC a renouvelé la série pour une vingt-septième saison.

## Principe
La série est organisée autour des jeux de séduction d'un unique Bachelor (célibataire) avec un groupe de prétendantes (en général 25 candidates) parmi lesquelles il devra choisir sa future épouse. Au cours de la saison, le célibataire élimine peu à peu ses prétendantes au fil des épisodes (voir processus d'élimination), pour finir par une proposition de mariage à la prétendante finale. Les tournages se tiennent fréquemment dans des lieux idylliques et exotiques. Les conflits, internes et externes, prennent une place importante dans la montée de l'intensité dramatique de l’émission et sont souvent le fruit des règles d'élimination imposées par l'émission.
Le déroulement des émissions peut cependant varier de manière importante selon les saisons, ces variations étant souvent sources de drames et conflits :
- Une candidate déjà éliminée peut avoir l'occasion de revenir et tenter de convaincre à nouveau le Bachelor de la reprendre en tant que prétendante.
- Le Bachelor peut décider de garder moins ou davantage de prétendantes que prévu.
- Le Bachelor peut parfois éliminer une candidate en dehors du processus normal, par exemple à l'occasion d'un rendez-vous à trois.
- Le Bachelor peut choisir de poursuivre une relation avec la première dauphine plutôt que de proposer le mariage à la gagnante.

En deux occasions notables, le Bachelor a complètement fait fi des règles du jeu : en 2007 Brad Womack n'a finalement choisi aucune des deux prétendantes restantes et, en 2009, Jason Mesnick, à la suite de l'épisode final After the Final Rose a rompu ses fiançailles avec la gagnante pour, quelques mois plus tard, proposer le mariage à l'autre candidate finaliste (ils se sont d'ailleurs mariés).

## Organisation
Pour les deux premières semaines de tournage, les participants restent à la Villa De La Vina, une demeure de 705 m2, avec six chambres et neuf salles de bains, située à Agoura Hills, en Californie. Construite en 2005 pour les besoins de la série, cette résidence est bâtie sur un terrain de 4 hectares, au numéro 2351 de Kanan Road. En 2008, elle a été estimée à la vente à 8,75 millions de dollars américains.
Les épisodes suivants sont tournés sur des lieux variés de par le monde comme le Canada, l’Angleterre, la Nouvelle-Zélande, le Vietnam ou encore la Corée du Sud, pour n'en nommer que quelques-uns. La Villa De La Vina est restée inutilisée durant quelques saisons, incluant la saison 7 qui s'est tournée à New York, la saison 8 qui s'est tournée à Paris ou encore la saison 9 qui s'est tournée à Rome.

### Le processus d'élimination
Durant chaque épisode, le Bachelor prend le temps de découvrir et d'échanger avec les différentes candidates présentes. À la fin de l'épisode, il propose une rose à chaque jeune femme qu'il souhaite voir rester dans l'aventure. Celles qui n'en reçoivent pas sont éliminées. Les éliminations s'appuient donc sur le ressenti et les sentiments du Bachelor, qui se construisent au fil des rendez-vous et activités en commun. Les roses sont en général proposées en fin d'épisode, mais certaines sont distribuées spontanément au cours des rendez-vous.
Quelques activités typiques de l'émission :
- Le rendez-vous de groupe, au cours duquel une activité réunit le Bachelor et plusieurs candidates. Parfois, ces rendez-vous prennent la forme d'une compétition, la gagnante ayant alors le privilège de passer plus de temps avec le Bachelor
- Le rendez-vous en face à face. Il y a en général une rose en jeu, que le Bachelor choisi ou non de proposer à la jeune femme à la fin. En cas de non proposition, la jeune femme peut être immédiatement éliminée.
- Le rendez-vous à trois, réunissant le Bachelor et deux jeunes femmes. Le Bachelor décide en fin de rendez-vous à qui il va proposer la rose. La candidate bredouille est alors éliminée.

Dans les cas où une rose est en jeu, les jeunes femmes participantes préparent leur valise, dans le cas où elles seraient perdantes. C'est souvent en voyant la valise d'une candidate enlevée par l'équipe de l'émission que les autres participantes savent qu'elle a été éliminée.
- À l'exception des derniers épisodes, chaque épisode se termine classiquement par un cocktail, auquel participent toutes les candidates restantes. Au premier cocktail de la saison, le Bachelor présente une first impression rose (Rose de la première impression).
- Chaque épisode se conclut avec une Rose Ceremony (Cérémonie des Roses), qui obéit à des règles précises.
  - Les candidates sont alignées d'un côté de la pièce. Le Bachelor a un panier de rose à sa disposition.
  - Le Bachelor saisit une rose et appelle une des jeunes femmes par son nom. Quand celle-ci s'avance, il lui demande : « Accepterez-vous cette rose ? » La jeune femme accepte, prend la rose et s'en retourne dans le rang.
  - Quand il ne reste plus qu'une unique rose, le présentateur Chris Harrison annonce : « Mesdemoiselles, c'est la rose finale » puis dit au Bachelor, « Quand vous êtes prêt ».
  - Quand toutes les roses ont été attribuées, le présentateur Chris Harrison dit aux jeunes femmes éliminées de « prendre un petit moment et de faire leurs adieux ».

Pour les épisodes finaux (4 candidates encore en lice), le déroulement est le suivant :
- Le Bachelor rend visite aux familles des 4 candidates restantes, dans leurs villes d'origine. Une des jeunes femmes est ensuite éliminée à la Cérémonie des Roses.
- Le Bachelor et les trois candidates restantes voyagent alors vers une destination exotique, pour une série de rendez-vous à deux. À la fin de chaque rendez-vous, le Bachelor offre à chaque jeune femme la clef de sa suite, où ils pourront passer la nuit ensemble, à l'abri des caméras. Une des jeunes femmes est à nouveau éliminée lors de la Cérémonie des Roses
- Un épisode spécial, intitulé The Women Tell All (Les femmes nous disent tout) met les deux dernières candidates éliminées en scène dans un talk show. Elles parlent alors de leur expérience et de leur ressenti.
- Les deux dernières candidates restantes rencontrent alors la famille du Bachelor. C'est à la fin de cet épisode que le Bachelor propose la rose finale à l'une des deux jeunes femmes.
- L'épisode After the Final Rose (Après la rose finale) suit immédiatement. Il s'agit d'un talk show réunissant le Bachelor, la finaliste et sa dauphine. C'est souvent à la conclusion de cet épisode qu'est annoncé l'identité du prochain Bachelor ou de la prochaine Bachelorette.

Les jeunes femmes peuvent se retirer à tout moment de la compétition, si elles ne sont plus intéressées par le Bachelor. Certaines femmes, en de rares occasions, ont été évincées de la série pour non-respect des règles.
Le Bachelor a toute liberté pour décider du nombre de roses qu'il souhaite offrir et du moment pour le faire. Par exemple, Sean Lowe a offert plusieurs roses dès le premier cocktail.
Il est courant d'accuser une jeune fille de participer à l'émission pour les mauvaises raisons, sous entendu qu'elle ne souhaite pas réellement établir une relation authentique avec le Bachelor mais bien davantage gagner de la notoriété, rendre son petit ami jaloux, se faire sélectionner pour l'émission Bachelorette de l'année suivante ou encore profiter gratuitement des voyages fabuleux proposés au cours de l'émission.

## Saisons
| Saison | Démarrage                       | Bachelor           | Emploi                                                     | Gagnante            | Dauphine                       | Demande en mariage et évolution de la relation |
| ------ | ------------------------------- | ------------------ | ---------------------------------------------------------- | ------------------- | ------------------------------ | ---------------------------------------------- |
| 1      | 25 mars – 25 avril 2002         | Alex Michel        | Consultant en management                                   | Amanda Marsh        | Trista Rehn                    |                                                |
| 2      | 25 septembre – 20 novembre 2002 | Aaron Buerge       | Vice président d'un groupe bancaire familial               | Helene Eksterowicz  | Brooke Smith                   |                                                |
| 3      | 24 mars – 21 mai 2003           | Andrew Firestone   | Directeur des ventes de Firestone Family estates           | Jen Schefft         | Kirsten Buschbacher            |                                                |
| 4      | 24 septembre – 20 novembre 2003 | Bob Guiney         | Créateur d'une société de prêt hypothécaire                | Estella Gardinier   | Kelly Jo Kuharski              |                                                |
| 5      | 7 avril – 26 mai 2004           | Jesse Palmer       | Joueur canadien de football collégial américain            | Jessica Bowlin      | Tara Huckeby                   |                                                |
| 6      | 22 septembre – 24 novembre 2004 | Byron Velvick      | Pêcheur professionnel                                      | Mary Delgado        | Tanya Michel                   |                                                |
| 7      | 28 mars – 16 mai 2005           | Charlie O'Connell  | Acteur                                                     | Sarah Brice         | Krisily Kennedy                |                                                |
| 8      | 9 janvier – 27 février 2006     | Travis Lane Stork  | Médecin                                                    | Sarah Stone         | Moana Dixon                    |                                                |
| 9      | 2 octobre – 27 novembre 2006    | Lorenzo Borghese   | Entrepreneur de cosmétique                                 | Jennifer Wilson     | Sadie Murray                   |                                                |
| 10     | 2 avril – 22 mai 2007           | Andrew Baldwin     | US Naval Officer                                           | Tessa Horst         | Bevin Nicole Powers            |                                                |
| 11     | 24 septembre – 20 novembre 2007 | Brad Womack        | Propriétaire d'un bar                                      | None                | DeAnna Pappas and Jenni Croft  |                                                |
| 12     | 17 mars – 12 mai 2008           | Matt Grant         | Financier international                                    | Shayne Lamas        | Chelsea Wanstrath              |                                                |
| 13     | 5 janvier – 2 mars 2009         | Jason Mesnick      | Cadre dans la comptabilité                                 | Melissa Rycroft     | Molly Malaney                  |                                                |
| 14     | 4 janvier – 1er mars 2010       | Jake Pavelka       | Pilote de ligne                                            | Vienna Girardi      | Tenley Molzahn                 |                                                |
| 15     | 3 janvier – 14 mars 2011        | Brad Womack        | Voir au-dessus                                             | Emily Maynard       | Chantal O'Brien                |                                                |
| 16     | 2 janvier – 12 mars 2012        | Ben Flajnik        | Producteur de vin                                          | Courtney Robertson  | Lindzi Cox                     |                                                |
| 17     | 7 janvier – 11 mars 2013        | Sean Lowe          | Assureur                                                   | Catherine Giudici   | Lindsay Yenter                 |                                                |
| 18     | 6 janvier – 10 mars 2014        | Juan Pablo Galavis | Ancien joueur professionnel de football                    | Nikki Ferrell       | Clare Crawley                  |                                                |
| 19     | 5 janvier – 9 mars 2015         | Chris Soules       | Agriculteur                                                | Whitney Bischoff    | Becca Tilley                   |                                                |
| 20     | 4 janvier 2016 – 14 mars 2016   | Ben Higgins        | Vendeur de logiciels                                       | Lauren Bushnell     | Joelle "JoJo" Fletcher         |                                                |
| 21     | 2 janvier 2017- 13 mars 2017    | Nick Viall         | Exécutif de ventes de logiciels                            | Vanessa Grimaldi    | Raven Gates                    |                                                |
| 22     | 1er janvier 2018- 6 mars 2018   | Arie Luyendyk Jr.  | Agent immobilier et ancien conducteur de voiture de course | Becca Kufrin        | Lauren Burnham                 |                                                |
| 23     | 7 janvier 2019-12 mars 2019     | Colton Underwood   | Ancien joueur de football américain                        | Cassie Randolph     | Hannah Godwin et Tayshia Adams |                                                |
| 24     | 6 janvier 2020- 2020            | Peter Weber        | Pilote commercial                                          | Hannah Ann Sluss    | Madison Prewett                |                                                |
| 25     | 2021 - 15 mars 2021             | Matt James         | Agent immobilier                                           | Rachael Kirkconnell | Michelle Young                 |                                                |

## Séries et émissions dérivées
Le succès de l'émission a conduit Mike Fleiss le producteur à proposer diverses déclinaisons, dont The Bachelorette, pour laquelle les rôles sont inversés (une seule femme célibataire et des prétendants masculins) et dans laquelle les Bachelorettes sont des candidates éliminées de The Bachelor. Le premier épisode de la saison 11 de The Bachelorette était particulier car deux jeunes femmes célibataires étaient présentes.
Une autre émission dérivée, The Bachelor Pad a démarré le 9 août 2010. Dans un format similaire, les anciens candidats deThe Bachelor et The Bachelorette se voient offrir l'occasion de gagner 250 000 dollars.
Dans la même veine, Bachelor in Paradise a démarré le 4 août 2014.
Les mariages de Trista Rehn (première Bachelorette), de Jason Mesnick (13e Bachelor), Ashley Hebert (7e Bachelorette) et de Sean Lowe (17e Bachelor) ont été retransmis lors d'émissions spéciales. Le renouvellement des vœux de Trista Rehn à l'occasion de ses dix ans de mariage ont également fait l'objet d'une émission spéciale.

## Questionnements sur l'authenticité de l'émission
Le 26 février 2009, au cours d'un entretien exclusif avec Steve Carbone, Megan Parris, candidate du Bachelor saison 13 a affirmé que les producteurs arrangeaient les séquences afin de proposer une histoire de toutes pièces. Elle a précisé « Je ne pense pas qu'ils [les producteurs] ont montré une seule vraie conversation que j'ai eue avec qui que ce soit... Les spectateurs ne réalisent pas à quel point la production modifie l'émission... Vous allez voir quelqu'un faire un commentaire, puis la production va vous montrer l'expression de quelqu'un d'autre, pour vous faire croire que c'est sa réaction à ce commentaire, alors qu'il réagissait à autre chose, à un autre moment, vis-à-vis de quelqu'un d'autre. C'est rassembler ensemble des pièces éparses pour construire une tout autre histoire. »
Le 26 mars de la même année, Megan Parris avançait que, non seulement le déroulement était arrangé, mais plus encore, que les producteurs poussaient les candidats à dire des choses face à la caméra qu'ils ne souhaitaient pas dire. « Il n'y a rien de vrai dans tout cela », disait-elle à propos du fameux confessionnal, dans lequel les participants commentent face à la caméra les derniers évènements. « Tout cela est arrangé », ajoutait-elle. « Ils vous insultent, vous embêtent, vous harcèlent jusqu'à ce que vous disiez ce qu'ils veulent que vous disiez ». Aucune réaction n'est intervenue de la part de ABC et Warner Bros., le studio qui produit The Bachelor.
Le 15 mars 2010, le créateur de la série, Mike Fleiss, au cours d'une apparition à l'émission 20/20 a expliqué qu'il cherchait à faire apparaître chez les candidats des personnalités qui accrochaient l'audience, et qu'à chaque saison, il fallait de trouver des méchants Fleiss a été le sujet de critiques après avoir reconnu que l'idée de The Bachelor était davantage de faire de la bonne télévision que de refléter la réalité.
Le 24 février 2012, au cours de l'enregistrement de l'épisode The Women Tell All épisode de The Bachelor, on a pu entendre une conversation privée entre la candidate Courtney Robertson et le producteur, les microphones ayant accidentellement été laissé ouverts entre deux prises. Durant cette conversation, on a pu voir le rôle du producteur en tant que coach, encourageant Courtney Robertson à feindre certaines émotions face à la caméra.
Les réactions des spectateurs pour les épisodes The Women Tell All sont préenregistrées et réinsérées par la suite dans l'emission.

### Affaire judiciaire
En décembre 2011, le producteur de The Bachelor a poursuivi en justice Steve Carbone, activiste d'internet, né dans le Bronx, ayant passé son enfance en Californie et habitant la ville de Frisco, Texas, l'accusant d'avoir fait fuiter des informations non publiques sur l'émission et d'avoir encouragé les participants des émissions The Bachelor et The Bachelorette à trahir leur clause de confidentialité. Steve Carbone a nié le fait que les fuites provenaient des participants,.

## Versions Internationales
| Pays             | Intitulé                           | Présentateur                                                    | Chaine                                 | Date de démarrage          |
| ---------------- | ---------------------------------- | --------------------------------------------------------------- | -------------------------------------- | -------------------------- |
| Australie        | The Bachelor Australia             | Osher Günsberg                                                  | Network Ten                            | 8 septembre 2013           |
| Brésil           | The Bachelor                       | Fabio Arruda                                                    | RedeTV!                                | 21 novembre 2014           |
| Bulgarie         | Ергенът Ergenut                    | Naoum Shopov                                                    | BTV                                    | 19 février 2022            |
| Canada           | The Bachelor Canada                | Tyler Harcott                                                   | City                                   | 3 octobre 2012             |
| France           | Bachelor, le gentleman célibataire | Stéphane Rotenberg (2003-2005) et Grégory Ascher (2013–présent) | M6 (2003-2005) et NT1 (2013–à ce jour) | 7 mai 2003                 |
| Finlande         | Suomen unelmien poikamies          | Sami Kuronen                                                    | Nelonen                                | février 2008               |
| Allemagne        | Der Bachelor                       | Arne Jessen                                                     | RTL                                    | 2003                       |
| Israël           | הרווק Haravak                      | Guy Geyor                                                       | Channel 10                             | 2009                       |
| Nouvelle-Zélande | The Bachelor NZ                    | Mike Puru                                                       | TV3                                    | 17 mars 2015               |
| Norvège          | Ungkaren                           | Christopher Dons                                                | TVNorge                                | 2003                       |
| Pologne          | Kawaler do wzięcia                 | Krzysztof Banaszyk                                              | TVN                                    | 8 octobre 2003             |
| Roumanie         | Burlacul                           | Lucian Marinescu (1) Cătălin Botezatu (2-4) Andreea Mantea (5-) | Antena 1                               | 8 juin 2010                |
| Russie           | Холостяк Holostyak                 | Petr Fadeev                                                     | TNT                                    | 10 mars 2013               |
| Suisse           | Der Bachelor                       |                                                                 | 3+                                     | 30 octobre 2013            |
| Slovénie         | Sanjski moški                      |                                                                 | POP TV                                 | septembre 2004             |
| Royaume-Uni      | The Bachelor                       | Jeremy Milnes Hugo Speer                                        | BBC Three Channel 5                    | 30 août 2003, 19 août 2011 |
| Ukraine          | Холостяк Holostyak                 | Hryhoriy Reshetnyk                                              | STB (Channel)                          | 17 mars 2011               |

## Parodies
L'émission, proposant un nouveau concept  constitue de fait une source inépuisable de parodies.
Ben Stiller a produit une parodie Web intitulée Burning Love.
Jimmy Kimmel, présentateur d'un talk-show de fin de soirée a également créé une parodie intitulée The Baby Bachelor, avec dans le rôle principal Wesley, son propre neveu, âgé de 3 ans.
Fox Network a produit une émission intitulée Joe Millionaire, basée sur le principe que les candidates croient que le célibataire est millionnaire (alors qu'il ne l'est pas, bien entendu).
Lifetime a proposé en 2015 une série télévisée dramatique intitulée Unreal, dans laquelle un producteur tourne une émission de télé réalité appelée Everlasting, inspirée de manière évidente de The Bachelor. La série, au ton très caustique, reprend de manière ostentatoire tous les travers dénoncés par Steve Carbone au sujet de The Bachelor, tels que le harcèlement psychologique sur les candidats ou le détournement des dialogues et des séquences réelles au profit d'un déroulement plus accrocheur de l'histoire pour l'audience.